# Relações internacionais do Paraguai
Relações internacionais do Paraguai estão relacionadas à manutenção de relações pacíficas primeiramente com seus vizinhos, visando a cooperação regional. O Paraguai é um membro da Organização das Nações Unidas, tendo sido parte do Conselho de Segurança no período 1967-1969. Os mais importantes parceiros econômicos do Paraguai são os países constituintes do Mercosul e da Comunidade Andina, da qual o Paraguai é membro-observador. É o único país da América do Sul a reconhecer oficialmente Taiwan ao invés da República Popular da China. 

## Organizações internacionais

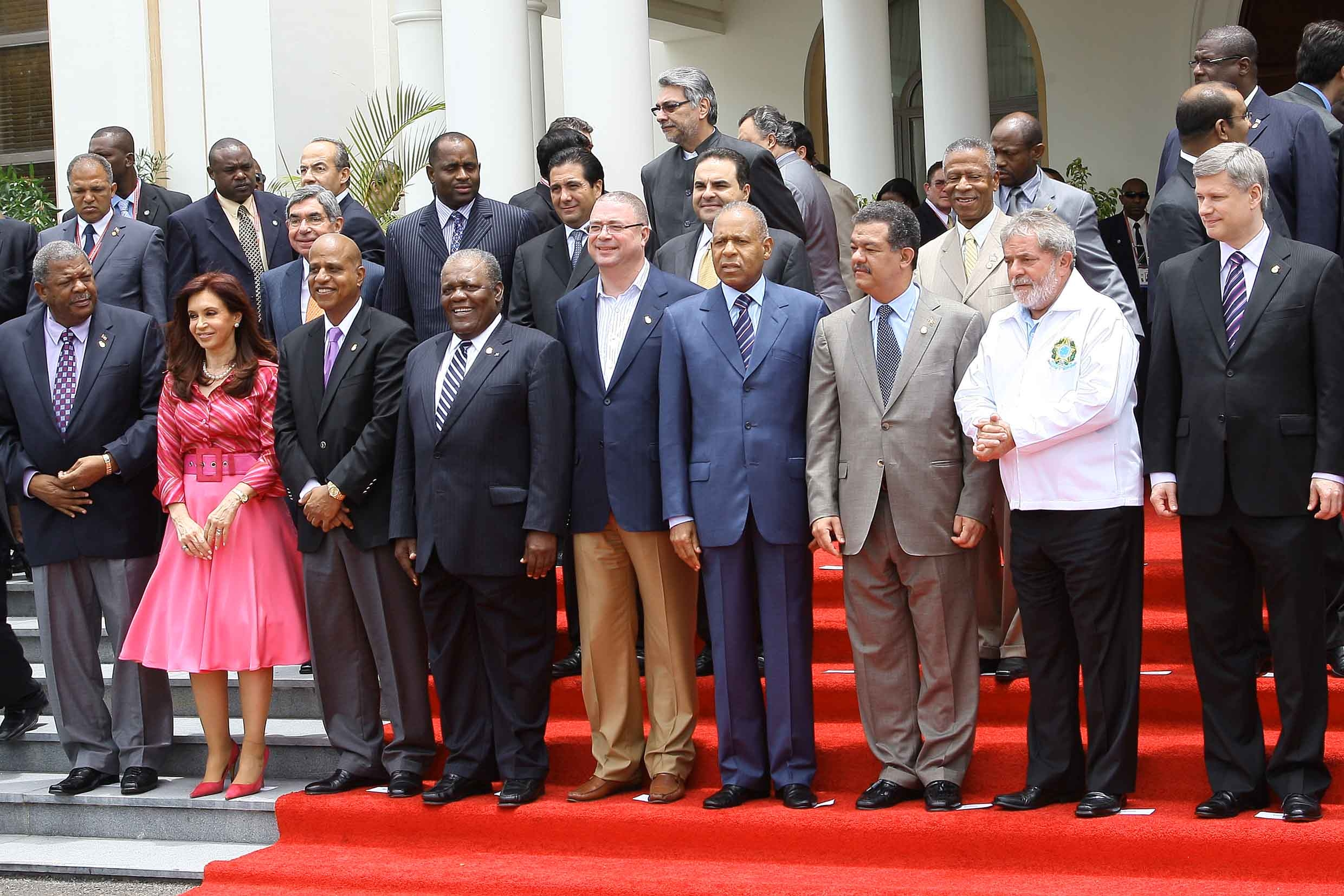
Líderes americanos durante a 5ª Cúpula das Américas, 2009.

O Paraguai é membro das seguintes organizações:
- Organização das Nações Unidas - ONU
- Organização dos Estados Americanos - OEA
- Mercado Comum do Sul - Mercosul
- Organização Mundial do Comércio - OMC
- Cúpula das Américas
- União Latina
- Conferência Ibero-Americana
- Cúpula América do Sul - Países Árabes - ASPA
- Fórum para o Progresso e Desenvolvimento da América do Sul - PROSUL

## Relações bilaterais
O Paraguai mantêm relações com basicamente todos os países do mundo, exceto a República Popular da China, onde não mantém nem mesmo embaixada. O Paraguai mantém uma política de afastamento de governos marxistas e de não intervenção em assuntos de outros países.

### América do Sul

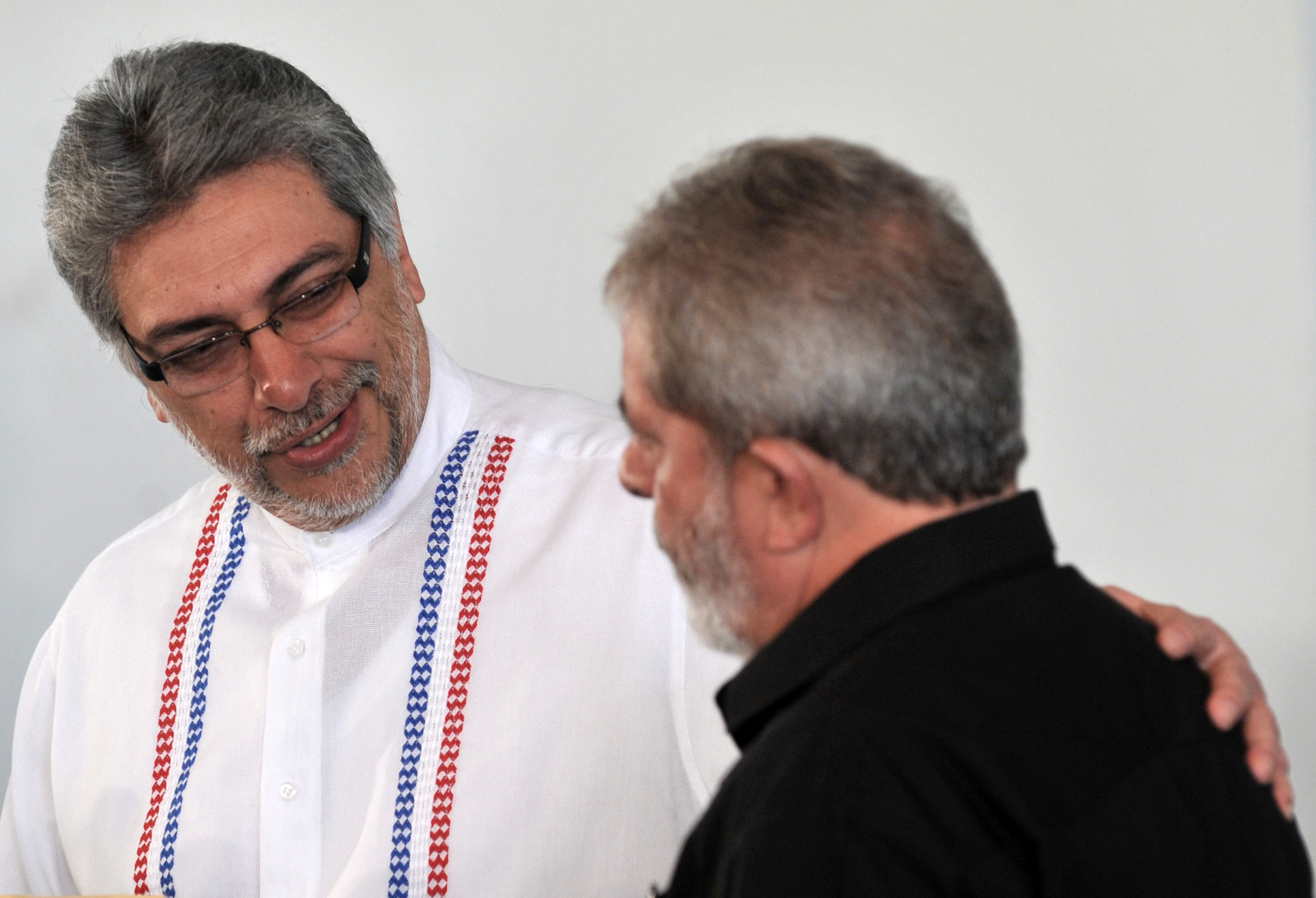
Ex-presidente paraguaio Fernando Lugo e o ex-presidente Lula em Brasília, 2009.

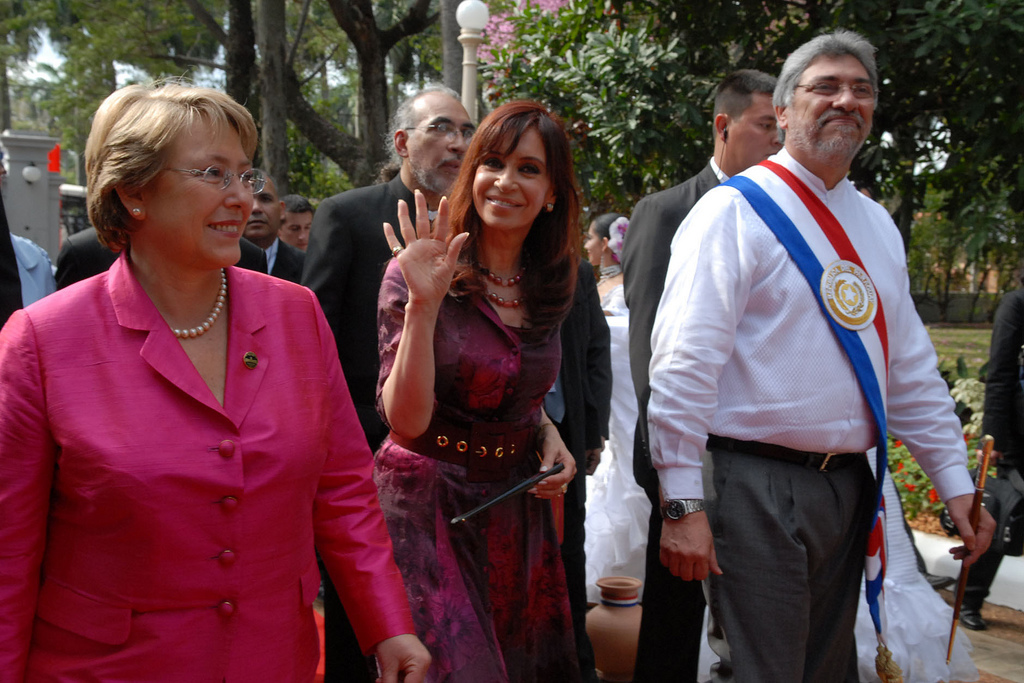
Michelle Bachelet, Cristina Kirchner e Fernando Lugo, 2008.

O Paraguai mantém boas relações com os países vizinhos, em especial Brasil e Argentina, seus maiores parceiros comerciais no continente. Paraguai e Argentina mantém relações diplomáticas desde 1811, tendo sido somente interrompidas pela Guerra da Tríplice Aliança, entre 1860 e 1875. As relações entre este trio de países é somada ao uso paraguaio dos portos brasileiros e argentinos, pois não possui saída para o mar; além da Usina de Itaipu, construída em aliança Brasil-Paraguai. Com a eleição de Fernando Lugo, o primeiro presidente não colorado em 61 anos, aproximou o Paraguai de antigos rivais, como é o caso da Bolívia e Venezuela. A disputa pela região do Chaco, supostamente rica em minérios, desencadeou na Guerra do Chaco em 1932. Contudo, a reaproximação entre os países é reforçada com a participação do Paraguai na Comunidade Andina e com o Tratado de Paz assinado por Evo Morales e Fernando Lugo em 2009. Já no fim de 2011, o presidente paraguaio apoiou a adesão da Venezuela ao Mercosul, apesar de não concordar com seus mecanismos sociais.

Lugo foi destituído do cargo em 22 de junho 2012, o que teve como consequência a suspensão do Paraguai do Mercosul e da Unasul, sob a acusação de rompimento da ordem democrática. Com a suspensão, a Venezuela passou a fazer parte do Mercosul, já que o Paraguai era o único país do bloco que se opunha à entrada dos venezuelanos. Assumiu a presidência, o seu vice Federico Franco.
Nas eleições gerais de 2013, foi eleito Horacio Cartes, que se propôs a reintegrar o Paraguai no Mercosul.

### Europa
O Paraguai, como membro do Mercosul, mantém boas relações com as nações europeias, em especial com a Espanha, pois ambos são membros de vários fóruns internacionais (com destaque para União Latina e Conferência Ibero-Americana). Além disso, a relação entre estes países é solidificada pela herança cultural que compartilham. Outro grande parceiro do Paraguai é o Reino Unido, representado pela embaixada em Buenos Aires, mas com uma consulado honorário em Assunção. 